# Rust Blaster
Rust Blaster (ラストブラスター?) es una serie de manga de 6 capítulos escrito e ilustrado por Yana Toboso, conocida por ser la autora también de la serie de manga Kuroshitsuji, y publicada bajo el sello editorial Enix de la compañía japonesa Square Enix entre los años 2005 y 2006.

## Argumento
Aldred, es el hijo adoptivo del director de la academia Millenium de vampiros y se dice que es el vampiro más improbable en la escuela y un fracaso, ya que es el único vampiro allí que no tiene un arma Lineage, algo con lo que todos los vampiros nacen. No obstante sus amigos en el equipo, que lidera, han visto su dedicación e ingenio, así que ellos lo respetan.
Los vampiros viven pacíficamente con los humanos, y siempre beben sangre falsa para la supervivencia. Un día, Kei Yosugara, un estudiante de intercambio humano tranquilo y misterioso, aparece y se une al equipo de los vampiros de Aldred. Cuando la luna comienza a "dividirse en dos", anunciando el fin del mundo, un pequeño grupo de vampiros atacan a los estudiantes, dominando rápidamente. Kei le dice a Aldred que beba su sangre si quiere proteger a todos. Una vez que esto sucede, el cuerpo de Kei se convierte en la Lanza Sagrada que fue sellada dentro de él, y Aldred se convierte en el portador de la lanza.
Después de que los vampiros malvados fueran asesinados, el cuerpo de Kei se normaliza y Aldred se desmaya por el agotamiento. El padre de Aldred entonces revela que los estudiantes tendrán que proteger el Gates que mantienen un sello en la barrera, que encerró a los vampiros pecaminosos desde hace 1000 años. Aldred tiene que tomar continuamente la sangre de Kei con el fin de utilizar la Lanza Sagrada, y luchar contra los vampiros, que son más fuertes que la mayoría de los otros estudiantes, ya que beben sangre real.
Con el tiempo, el cuerpo de Kei comienza a descomponerse por la lanza, hasta que su cuerpo se convierte en la propia lanza, y él deja de ser humano. El cuerpo de Aldred también reacciona, y comienza a parecerse cada vez más a los enemigos con los que él está luchando; deseoso de sangre con el fin de ser más fuerte, y poco a poco pierde sus instintos humanos.
En dos semanas, dos agentes de la tierra de los vampiros, Six y Seven, atacan a la tierra con la esperanza de convocar a su casa y para ganar su venganza. Tres días antes de que la luna se dividiera por completo, Seven aparece antes en la escuela y muerde Six, quien se convierte en su arma justo cuando Kei se convierte en la de Aldred. Aldred y Kei deciden luchar juntos por última vez, pero Aldred se convierte inmediatamente en un feroz vampiro y pierde el control. Rápidamente gana la batalla, y trata de matar a Six y Seven. antes de Kei lo detiene, lo que le permite recuperar su cordura.
Sin embargo, ya era demasiado tarde ya que el sello ya estaba casi roto. Los vampiros del otro lado de la barrera intentan romperla, y mientras todo el mundo entra en pánico, teniendo en cuenta lo que deben hacer, Aldred simplemente se salva a sí mismo. A pesar de las protestas de sus compañeros de equipo, Aldred dice que teme de sus propios instintos vampíricos, y los deja.

## Personajes
Aldred van Envurio (アルドレッド・ヴァン・エンヴリオ?)
voz por Daisuke Ono en el Drama de CD
Aldred, es el hijo adoptivo del director de la escuela de vampiros. Y se dice que es el vampiro más improbable en la Escuela Especializada de mercenarios y un total fracaso, ya que es el único vampiro allí que no tiene un arma lineage, algo con lo que todos los vampiros nacen. No obstante sus amigos entre su equipo, han visto su dedicación y su ingenio y lo respetan por eso.
Él tiene el cabello negro de punta con flequillo blanco en la parte delantera. Él es muy poderoso físicamente, pero aún no se puede comparar con las armas linaje, por el cual es bastante molestado al comienzo, él pensó que podría esconderlo. Él es muy respetado por sus compañeros de equipo, ya que reconocen que no es un fracaso. Después conoce a Kei, que es asignado a su equipo por su padre, y bebe su sangre con el fin de extraer la lanza sagrada, para luchar contra los vampiros bebedores de sangre humana también llamados vampiros malvados.
Kei Yosugara (よすがら　けい?)
voz por Romi Park en el Drama de CD
Kei es uno de los personajes principales de la serie. Él es un humano de aproximadamente 17 años. Además, se convierte en el arma de Aldred.
Es un estudiante de intercambio humano que, cuando su sangre es bebida por Aldred, se convierte en la Lanza Sagrada. Su cabello es de color blanco puro, con flequillo en la frente. Él es tranquilo y antisocial al principio, pero a medida que se acostumbra al equipo 6 y Aldred, se convierte en una persona un poco más abierta. Él se reconoce a sí mismo como una herramienta, ya que nació y se crio en la iglesia para convertirse en el contenedor de la Lanza Sagrada. Cada vez que se transforma, la lanza consume su cuerpo, lo que le obliga después a usar una silla de ruedas.
Él también pierde su sentido de la vista y el oído, al menos parcialmente, y su habilidad para escribir, a pesar de que trata de ocultarlo. También muestra que es alguien malo para los deportes cuando en la clase de gimnasia trata de hacer un salto de altura. Esto no es algo extraño ya que él pasó la mayor parte de su vida encerrado en un calabozo. Para él las dos semanas que él pasa con Aldred fueron más valiosas que el resto de su vida.
Él sobrevive al final de la serie, porque Aldred de alguna manera se las arregla para detener a los vampiros sin utilizar la Lanza Sagrada. Aunque debió limitarse a una silla de ruedas, de la que parece saltar al final.
Kodachi Amakusa (あまくさ　こだち?)
voz por Megumi Toyoguchi en el Drama de CD
Es una vampiro que está en el equipo seis que puede convocar fuego con su arma Lineage (un ventilador) para incinerar a sus enemigos, ella lo mantiene atado a su muslo. Ella tiene el cabello largo y negro, y viste un uniforme de minifalda y tacones altos. Ella siempre está muy cerca de Aldred y tiene sentimientos románticos hacia él. Aldred la ataca durante uno de sus antojos de sangre. Ella aun así siguió cerca de él y se compromete a detenerlo cada vez que a él le vuelva a pasar.
Lydwine Novie (リドヴィナ・ノヴィエ?)
voz por Minori Chihara en el Drama de CD
Es una niña tímida que está en el equipo seis, ella puede convocar campos de fuerza de protección. Su arma Linaje es similar a un juguete de peluche, llamado Apsa.
Ella es tranquila, inteligente y comprensiva, y aparentemente es la más madura del equipo. Ella tiene el cabello corto y blanco, y siempre está sosteniendo su arma. Antes de que Aldred dejara de luchar contra los vampiros, ella le da la cinta favorita de Apsa, que todavía parecía faltar al final del manga. Su altura no parece haber cambiado después del intervalo de tiempo.
Faye Shoafuu (フェイ　シャオフウ?)
voz por Takahiro Sakurai en el Drama de CD
Es un amigo de Aldred. Está en el equipo seis de la clase del milenio.
Es el más tranquilo y tímido del equipo. Él mira a Aldred como su líder, y más bien se menosprecia a sí mismo en comparación con él. Aldred dice antes de irse que Faye debería haberse dado cuenta de que él es de hecho mucho más fuerte, y que se convierta en el líder después de Aldred. Él tiene el cabello largo y rubio de oro que le cubre los ojos, y lleva una sudadera con capucha verde con su uniforme. Su arma Lineaje es una espada que mantiene atada a su cintura, llamada Dragón de Jade.
Sakihito Rengokuin (れんごくいん・G・さきひと?)
voz por Tsubasa Yonaga en el Drama de CD
A los doce años de edad se hace estudiante de la academia y es el primer ser humano en asistir a la escuela de vampiros. Él viene de una familia rica y se autoproclama como un genio. Él constantemente tiene puesta una bata de laboratorio y gafas. Él tiene una especie de obsesión sobre Aldred, y se hace muy unido a Kei después de verlo transformarse, y comparte una habitación con él. Durante este tiempo, él es el primero en conocer el cuerpo de Kei, y se vuelve el protector y el apoyo de él. Hace todo lo posible para ayudar a hacer frente a las rutinas diarias de Kei, incluso con sus eventuales discapacidades, e investiga como eliminar la maldición de la lanza del cuerpo de Kei después de dejar a Aldred. Él no tiene armas Lineaje, ya que no es un vampiro, por lo que a menudo trata de compensarlo mediante la construcción de robots de combate gigantes.
Kain van Envurio (カイン・ヴァン・エンヴリオ?)
voz por Junichi Suwabe en el Drama de CD
Es el director de la academia Millenium y el padre adoptivo de Aldred. tiene el cabello largo y negro y lleva puestos una especie de lentes de sol. Él fue quien le dijo al equipo de Aldred el destino de Kei. Es posible que solo adoptara a Aldred solo porque es un vampiro sin armas Lineage y puede usar la Lanza Sagrada.
Six (セティエーム?)
voz por Yūichi Nakamura en el Drama de CD
Es un vampiro al igual que Seven. Six usa ropa de piel negra y ajustada y tiene el cabello largo y negro. Cuando Seven bebe sangre de Six, Six se convierte en su arma, una en forma de alas negras.
Seven (シックス?)
voz por Kenichi Suzumura en el Drama de CD
Es un vampiro antagonista. Seven muestra un poco de la personalidad y apariencia de un niño. Él y Six son buenos amigos, tanto que solía vivir en "Disupea Hollow" donde los vampiros se matan unos a otros para sobrevivir. Seven quiere proteger Six tanto como él podría debido al hecho de que su vida sería más horrible en Disupea Hollow sin Six.
Rabbi Forester
Es el líder de la tercera división de la academia Millenium.

## Manga
El manga tiene un volumen de episodios los cuales son llamados llantos, a pesar de haberse lanzado como un solo volumen, los episodios tienen diferentes fechas de lanzamientos.
| Volumen | Episodio                                       | Fecha de lanzamiento Japón | ISBN               |
| ------- | ---------------------------------------------- | -------------------------- | ------------------ |
| 1       | 1st Cry: Dancing Under the Crazy Moon          | 18 de octubre de 2005      | ISBN 4-7575-1692-4 |
| 1       | 2nd Cry: Goodbye, My Friends, and Dear Enemy   | 18 de noviembre de 2005    | ISBN 4-7575-1692-4 |
| 1       | 3rd Cry: The School Carnival of Mad Children   | 18 de diciembre de 2005    | ISBN 4-7575-1692-4 |
| 1       | 4th Cry: From Tears to Tears, Hell to Hell     | 18 de enero de 2006        | ISBN 4-7575-1692-4 |
| 1       | 5th Cry: Angelic Bless to the Evanescent World | 18 de febrero de 2006      | ISBN 4-7575-1692-4 |
| 1       | Final Cry: Home                                | 18 de marzo de 2006        | ISBN 4-7575-1692-4 |

## Drama de CD
Aunque el Drama de CD de Rust Blaster está basado en el manga, algunas cosas cambian aunque se mantiene la historia original. El disco también está dividido en 6 episodios aunque con diferentes nombres de los del manga aunque siguen llamándose llantos.
| Episodio                                       | Fecha de lanzamiento Japón | Número de catálogo |
| ---------------------------------------------- | -------------------------- | ------------------ |
| 1st Cry: Beautiful Noise Under The Crazy Moon  | 21 de marzo de 2008        | FCCC-114           |
| 2nd Cry: Goodbye My Estranged and Close Friend | 21 de marzo de 2008        | FCCC-114           |
| 3rd Cry: An Intensive Course For World’s End   | 21 de marzo de 2008        | FCCC-114           |
| 4th Cry: Never Forget This Sweet Sweet Day     | 21 de marzo de 2008        | FCCC-114           |
| 5th Cry: Rhapsody In Black And White           | 21 de marzo de 2008        | FCCC-114           |
| Final Cry: Calling                             | 21 de marzo de 2008        | FCCC-114           |